# Open Compute Project
Lo Open Compute Project è un'organizzazione che condivide progetti di data center tra società tra cui Facebook, Apple, Microsoft, Rackspace, Cisco, Juniper Networks, Goldman Sachs, Fidelity, e Bank of America.
L'iniziativa fu annunciata nell'aprile 2011 da Jonathan Heiliger presso Facebook per condividere apertamente progetti di prodotti per data center.
Nacque dalla volontà di riprogettare il data center di Facebook a Prineville in Oregon. Dopo due anni fu ammesso che:
"il nuovo design è ancora molto distante dai data center in esercizio effettivo".